# جون الأول. نولان
جون الأول. نولان هو سياسي أمريكي، ولد في 14 يناير 1874 في سان فرانسيسكو في الولايات المتحدة، وتوفي بنفس المكان في 18 نوفمبر 1922. نشط حزبياً في الحزب الجمهوري. وقد انتخب عضو مجلس النواب الأمريكي ‏ عن دائرة California's 5th congressional district ‏ (4 مارس 1913 – 18 نوفمبر 1922).